# Raesfeld
Raesfeld es un municipio situado en el distrito de Borken, en el estado federado de Renania del Norte-Westfalia (Alemania). Tiene una población estimada, a fines de abril de 2023, de 11 826 habitantes.
Está ubicado al noroeste del estado, en la región de Münster, cerca de la frontera con Países Bajos.